# Karl Knipschild
Karl Knipschild (* 5. April 1935 in Westernbödefeld; † 17. Februar 2016) war ein deutscher Politiker und Landtagsabgeordneter (CDU).

## Leben und Beruf
Nach dem Besuch der Volksschule absolvierte er eine landwirtschaftliche Lehre und war bis 1964 als selbstständiger Landwirt tätig. Anschließend war er bei verschiedenen Arbeitgebern beschäftigt, zuletzt als Verkaufsberater der BASF AG Ludwigshafen. Der CDU gehörte er seit 1964 an. Er war in zahlreichen Parteigremien tätig.

## Kommunalpolitiker und Abgeordneter
Im Jahr 1964 wurde Karl Knipschild Mitglied des Gemeinderates der Gemeinde Bödefeld-Land, deren Bürgermeister er von 1969 bis 1974 war. Von 1970 bis 1974 war er außerdem Amtsbürgermeister im Amt Fredeburg. Dem Stadtrat der Stadt Schmallenberg gehörte er von 1975 bis 1989 an.
Vom 29. Mai 1980 bis zum 31. Mai 1995 war Knipschild Mitglied des Landtags des Landes Nordrhein-Westfalen. Er wurde jeweils im Wahlkreis 144 Hochsauerlandkreis III – Siegen I direkt gewählt. Knipschild war langjähriger Vorsitzender des Petitionsausschusses des Landtags.